# Floridasidderrog
De Floridasidderrog (Torpedo andersoni) is een vissensoort uit de familie van de sidderroggen (Torpedinidae). De wetenschappelijke naam van de soort is voor het eerst geldig gepubliceerd in 1962 door Bullis.